# Cosenza Challenger 1980
Il Cosenza Challenger 1980 è stato un torneo di tennis facente parte della categoria ATP Challenger Series nell'ambito dell'ATP Challenger Series nger. Il torneo si è giocato a Cosenza in Italia dal 15 al 21 settembre nger su campi in terra rossa.

## Vincitori

### Singolare
Ricardo Ycaza ha battuto in finale  Alejandro Pierola con il punteggio di 6–1, 6–4

### Doppio
Ernie Ewert /  Brad Guan hanno battuto in finale  Ismail El Shafei /  Ricardo Ycaza con il punteggio di 7–6, 6–3